# Hieronim (Wołczański)
Hieronim, nazwisko świeckie Wołczański (zm. 3 października?/14 października 1754 w Mohylewie) – biskup prawosławny I Rzeczypospolitej, działający w jurysdykcji Rosyjskiego Kościoła Prawosławnego. 

## Życiorys
Był absolwentem Akademii Mohylańskiej w Kijowie, w tym samym mieście rozpoczął życie mnisze. Od 1734 był przełożonym monasteru Świętego Ducha w Wilnie. Uzyskał wtedy godność archimandryty i w ciągu kolejnych ośmiu lat bronił praw prawosławnej społeczności Wilna przed ograniczaniem jej swobód. 
W 1742 archimandryta Hieronim został locum tenens eparchii mścisławskiej, mohylewskiej i orszańskiej, której ordynariuszem był dotąd jego rodzony brat Józef. Poseł rosyjski w Warszawie zabiegał o wydanie dla niego królewskiego przywileju na wymienione biskupstwo. Ostatecznie przywilej ten został wydany 2 października 1744, tj. w tym samym dniu, gdy w Moskwie odbyła się chirotonia biskupia archimandryty Hieronima. 27 stycznia 1745 hierarcha dotarł do Mohylewa i został uroczyście powitany w mieście przez prawosławną społeczność i przedstawicieli władz miasta. 
Natychmiast po objęciu urzędu Hieronim (Wołczański) podjął starania o odzyskanie 124 świątyń na terenie eparchii, które w latach 1734–1742 zostały siłowo przejęte przez unitów. Kierował do króla Augusta III Sasa supliki, w których skarżył się na postępowanie duchownych katolickich napadających na prawosławne cerkwie i klasztory. W kilku przypadkach król wezwał duchownych tych na sąd królewski. W większości sytuacji biskup Hieronim nie był jednak w stanie przeciwstawić się siłowemu odbieraniu prawosławnym parafii i dążeniu unitów do pełnej likwidacji Kościoła prawosławnego. W październiku 1754 duchowny skierował do Świątobliwego Synodu Rządzącego emocjonalny list, w którym prosił o materialne wsparcie przez Rosyjski Kościół Prawosławny jedynej administratury prawosławnej w Rzeczypospolitej. Krótko po tym nieoczekiwanie zmarł.